# Résolution 1118 du Conseil de sécurité des Nations unies
Membres permanents
- Chine
- États-Unis
- France
- Royaume-Uni
- Russie

Membres non permanents
- Chili
- Corée du Sud
- Costa Rica
- Égypte
- Guinée-Bissau
- Japon
- Kenya
- Pologne
- Portugal
- Suède

Résolution no 1117 Résolution no 1119
La résolution 1118 du Conseil de sécurité des Nations unies est adoptée à l'unanimité lors de la 3 795e séance du Conseil de sécurité des Nations unies le 30 juin 1997, après avoir réaffirmé la résolution 696 (1991) et toutes les résolutions ultérieures sur l'Angola, le Conseil a créé la Mission d'observation des Nations unies en Angola (MONUA) pour remplacer la Mission de vérification des Nations unies en Angola III (UNAVEM III).
Le Conseil de sécurité a reconnu la contribution importante que les soldats de la paix de l'UNAVEM III ont apportée au processus de paix en Angola. Entre-temps, un gouvernement d'unité et de réconciliation nationales a été formé, dans lequel l'UNITA a été intégrée. Les deux parties ont dû poursuivre la mise en œuvre des tâches politiques et militaires restantes, tandis que des inquiétudes ont été exprimées au sujet des attaques de l'UNITA contre le personnel de l'UNAVEM III et des tensions dans les provinces du nord-est.
Il a alors été décidé qu'à partir du 1er juillet 1997, la MONUA serait mise en place pour une période initiale se terminant le 31 octobre 1997, la mission devant prendre fin le 1er février 1998. La MONUA s'est également vu confier la responsabilité de toutes les composantes de l'UNAVEM III qui restaient encore en Angola. Le gouvernement angolais et l'UNITA ont été invités à s'abstenir de toute violence et à informer la MONUA de tous les mouvements de troupes. Il a également exigé que l'UNITA fournisse à la Commission mixte des informations complètes concernant ses forces militaires, y compris le détachement de sécurité du chef du plus grand parti d'opposition, la "police minière", le personnel armé de l'UNITA revenant de l'extérieur des frontières nationales, et tout autre personnel armé de l'UNITA non signalé précédemment aux Nations unies, afin qu'il puisse être désarmé et démobilisé.
Le Secrétaire général Kofi Annan a été prié de faire rapport sur la situation avant le 15 août 1997.

### Sources
- (en) Cet article est partiellement ou en totalité issu de l’article de Wikipédia en anglais intitulé « United Nations Security Council Resolution 1118 » (voir la liste des auteurs).

### Texte
- Résolution 1118 sur fr.wikisource.org
- Résolution 1118 sur en.wikisource.org